# Ишеева Гора

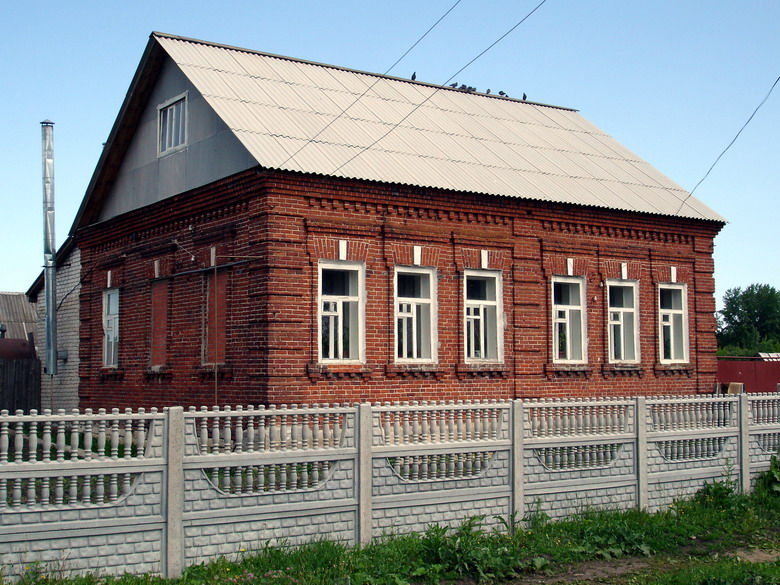
Старый дом кон. XIX — нач. XX вв.

Ише́ева Гора́ (тат. İşəy tawı, Ишәй тавы) — деревня на территории с. Алёшино в Сасовском районе Рязанской области России. До упразднения уездно-губернского деления входило в состав
Сотницкой волости Шацкого уезда Тамбовской губернии, ныне часть Сасовского района Рязанской области.

## Название
Название видимо от имени основателя деревни Ишея (Ишмухаммед (тат. İşmөхәmmət)).

## История
Существовала соборная мечеть и приходская школа (мектеб). Деревянное здание мечети, открытой в 1876 г. не сохранилось. К приходу алёшинской мечети также относилось татарское население соседних Большого и Малого Студенца.

## Население
В 1862 г. деревня состояла из 13 дворов, в которых проживали 100 мужчин и 98 женщин. В 1876 г. к приходу алёшинской мечети относилось 150 мужчин и 145 женщин с. Алешино (видимо татары-магометане Ишеевой Горы и Зеняковки, а 1878 г. — 160 и 163 соответственно. С мусульманским населением Больших и Малых Студенцов численность прихода составила в 1876 г. 607 чел., а в 1878 г. — 687 чел. Существовали тесные родственные и культурные связи с соседним с. Бастаново.
После революции 1917 г. татары постепенно покинули деревню, уехав в Среднюю Азию и другие места. Из трёх каменных зданий того времени сохранилось два, одно из них здание школы (мектеба). В настоящее время в с. Алешино проживает только 19 татар-ишеевцев.

## Инфраструктура
Личное подсобное хозяйство с зоной сельскохозяйственного использования, индивидуальная застройка усадебного типа.
Жители в кон. 19 — нач. 20 вв. занималось торговлей в Степном крае и Средней Азии.